# Afonso Perea Bernal
Afonso Perea Bernal (o Afonso Pereira Bernal) (siglo XV-XVI – Coímbra, octubre de 1593) fue un compositor portugués del Renacimiento.
En 1550 se tradujo al portugués y español añadió una obra de Juan Martínez, la creación de una nueva versión con el nombre de  Arte de Canto Chão posta & reduzida em sua inteira perfeição que tuvo gran circulación  y  varias reediciones hasta el siglo XVII. Fue catedrático de música en la Universidad de Coímbra desde su nombramiento el 29 de mayo de 1553 y asumió el cargo el 15 de julio de ese año. Murió a principios del mes de octubre de 1593. En el año siguiente su cargo fue cumplimentado por Pedro Correia. 

## Publicaciones
- 1550 - Arte de Canto Chão posta & reduzida em sua inteira perfeição. (Coímbra: Oficina de João Barreira (?)) (ed.: Juan Martínez, 1597, 1603, 1612, 1614 y 1625).

## Obras
- Livro dos defuntos (P-Cug MM 034)
  - "Missa Pro defunctis" a 4vv (Missa do [Afonso Perea] bernal «A compassinho»)